# اليكساندر كويف
اليكساندر كويف (20 فبراير 1992 ببريست في فرنسا - ) (بالفرنسية: Alexandre Coeff)‏ هو لاعب كرة قدم فرنسي في مركز الدفاع. شارك مع منتخب فرنسا تحت 16 سنة لكرة القدم ومنتخب فرنسا تحت 17 سنة لكرة القدم ومنتخب فرنسا تحت 18 سنة لكرة القدم ومنتخب فرنسا تحت 19 سنة لكرة القدم ومنتخب فرنسا تحت 20 سنة لكرة القدم ومنتخب فرنسا تحت 21 سنة لكرة القدم. أما مع النوادي، فقد لعب مع ريال مايوركا وموسكرون بيروفيلز ونادي أودينيزي ونادي جازيليك أجاكسيو ونادي غرناطة ونادي لانس.

## روابط خارجية
- اليكساندر كويف على موقع رابطة كرة القدم الفرنسية للمحترفين (الإنجليزية)
- اليكساندر كويف على موقع قاعدة بيانات كرة القدم.إي يو (الإنجليزية)
- اليكساندر كويف على موقع ليكيب (الفرنسية)
- اليكساندر كويف على موقع Soccerway.com (الإنجليزية)
- اليكساندر كويف على موقع AS.com (الإسبانية)